# Агим Чеку
Агим Чеку (алб. Agim Çeku; Ћушка, 29. октобар 1960) албански је политичар са подручја Косова и Метохије. Бивши је официр и један од вођа терористичке организације Ослободилачка војска Косова (ОВК). Упркос томе, уз сагласност дела међународне заједнце постао је председник Владе Косова (ПИС) и на тој функцији се налазио од 2006. до 2008. године.

## Биографија
Завршио је Војну академију у Београду и био је артиљеријски капетан у ЈНА до 1991. када је на почетку рата прешао у Хрватску војску. Учествовао је у операцијама Хрватске војске „Масленица“, „Медачки џеп“ и „Олуја“.
У мају 1999, Чеку је постављен за шефа штаба ОВК, заменивши Сулејмана „Султана“ Селимија. По окончању рата, у јуну 1999, Чеку је надгледао трансформацију ОВК у Косовски заштитни корпус. За председника Владе Косова (ПИС) изабран је 10. марта 2006.
Због криминалних дејстава на потерници је српског Интерпола.

## Међународне аретације и протеривања
У октобру 2003. Агим Чеку је задржан на граничном прелазу Брник (аеродром Брник), где се често возио на релацији Приштина-Брник јер му жена живи у Хрватској. Гранична полиција га је идентификовала преко Интерполове потернице и притворила у затвор у Радовљици. Након хапшења словеначком министру спољних послова стиже писмо посебног представника Уједињених нација са Косова Харија Холкерија, који је у писму министру упозорио да је Косово под јурисдикцијом Уједињених нација. Српски министар правде Владан Батић је тражио његово изручење али је Словенија Чекуа пустила из затвора због међународних притисака.
У Србији је оптужен за бројне ратне злочине почињене на ратиштима у Хрватској и на Космету због чега је 2004. био задржан у Мађарској. Пуштен је након интервенције представника УН.
Дана 7. маја 2009, Чеку је у Паризу потврдио да је протеран из Колумбије, где је био накратко ухапшен по захтеву за испоручење у Србију, а потом пуштен пошто по тамошњем закону за дела почињена пре 2005. није могуће задржавање и изручивање страних држављана.
Дана 24. јуна 2009. био је задржан на граничном прелазу Гјуешево (буг. Гюешево), из Македоније у Бугарску. У Бугарску је ишао по позиву бившег министра спољашњих послова Соломона Пасија Првобитни 24-часовни притвор му је продужен на 72 часа, а Србија је од Бугарске затражила његово изручење.